# Ziemia lubliniecka
Ziemia lubliniecka – obszar historyczny Górnego Śląska znajdujący się na terenie tzw. Śląska Białego. Głównym miastem jest Lubliniec. 
Historycznie ziemia lubliniecka (districtus Lublinensis) od XIV wieku rozciągała się od Woźnik po Dobrodzień. Podlegała pod panowanie czeskie, Habsburgów oraz pruskie do czasu powstań śląskich, gdy przyłączona została do Polski. W jej skład wchodzi zasadniczo całość obszaru obecnego powiatu lublinieckiego, bez dwóch terytoriów w gminie Herby, położonej w północnej części powiatu, mianowicie: terytorium dawnej gminy Herby Polskie (część wsi Herby), terytorium wsi Łebki oraz Pietrzaki. Do historycznej ziemi lublinieckiej należy również gmina Dobrodzień, znajdująca się obecnie w powiecie oleskim województwa opolskiego oraz gmina Kalety. Ziemia ta ma charakter rolniczy, do XIX wieku rozwijało się tu także hutnictwo.
Większe miejscowości położone na jej terenie to poza Lublińcem: Kalety (bez dzielnic Jędrysek i Truszczyca, które należą do ziemi bytomskiej), Dobrodzień, Woźniki, Koszęcin i Boronów.